# Српски Ковин
Српски Ковин или Рацки Ковин (мађ. Ráckeve — Рацкеве) је место у Мађарској, на острву Чепел, 40 km јужно од Будимпеште, у Пештанској жупанији. Данас је то мало туристичко место, веома посећено, због занимљивих историјских и културних споменика. Управно је седиште округа Српски Ковин, које обухвата још осам насеља на левој обали Дунава. Једно од њих је и место Ловра, једино са српском већином у целој Мађарској. Број становника у граду је око 10 хиљада (попис 2010. У месту и даље живи омањи број мађарских Срба.
Место је приградском железницом спојено са Будимпештом, има пристаниште, четири основне школе, гимназију и музичку школу, библиотеку, биоскоп и музеј. Главне знаменитости су православна, протестантска и римокатоличка црква као и дворац Еугена Савојског, који су споменици културе. Српска православна црква датира из 15. века и једина је српска црква изграђена у чистом готском стилу.

## Историја
Из једне старе мађарске песме се види да је стари назив места пре 1440. године био Abraham Telke. Затим град бива назван Мали Ковин (мађ. Kis-Keve), да би касније био назван Српски Ковин (мађ. Rác-Keve).
Појавом турских пљачкашких хорди, а поготово падом града Смедерева, Срби из Ковина били су натерани у збег да спасе живот и имовину. У петој деценији 15. века се велики део Срба из Ковина сели у горњи део Дунава, где близу Пеште добијају право да саграде насеље и добију исте повластице које су имали у свом слободном краљевском граду. Стигли су Срби из вароши Ковина 1439. године на Чепел. Краљ Владислав 1440. године даровао је на Чепељском острву један део земље на уживање, а задржао је припадајуће право превоза. Године 1453. краљ Владислав их дарује правом на недељни вашар, а старе донете привилегије које су имали им потврђује. Тада је забранио деспоту Ђорђу Господару Србије (Расије) и Албаније да од слободних Ковинчана данак узима.
Богати Срби зидају 1487. године православну цркву и посвећују је „Великој Госпи“ (Велика Госпојина). Поред размимоилажења око датума обнављања ове цркве чињеница је да је то данас најстарија српска православна црква у Мађарској. Ова православна црква и данас архитектонски и ликовно представља прворазредно туристичко одредиште у граду са византијским фрескама и барокним иконостасом, свакодневно се врше света богослужења иако има мало месног становништва православне вере. Постојао је и ковински манастир, који 1777. године укинут.
Војвода Еуген Савојски, који је за време цара Леополда 1697. године код Сенте победио Турке и окончао 150-годишњу турску владавину, у Мађарској је као знак захвалности од цара добио земљу око Српског Ковина, где је и направио велелепни дворац. Архитекта је био познати Јохан Лукас фон Хилдебрант, а дворац је довршен тек око 1720. године. Али војвода није живео у овом дворцу, а убрзо по његовој смрти он прелази у власништво Хабзбурзима. Дворац је потпуно обновљен 1980. године и претворен у конференцијски центар и хотел са 28 соба.
У Српском Ковину је 1847. године живело 4100 Мађара и 128 Срба.
Пошто је за време турске најезде место било спаљено и напуштено било је потребно дуго времена да се поново насели и уреди. Место које је раније имало краљевске повластице за трговину и имало седам пијаца је сада сведено на једну улицу и једног трговца. Тек у 19. веку се место развија, постаје веће општинско средиште и напредује. У Ковину код Пеште, одржаван је годишњи вашар два пута: 24. априла и 30. новембра (1841).
Године 1905. у Рацковину су ПТТ комуникације и жељезничка станица.
Ковин у Србији и Српски Ковин из Мађарске 1996. године су потписали повељу о братимљењу.

## Становништво
По процени из 2017. у граду је живело 10.276 становника.
| 1990. | 2001. | 2011. | 2017.  |
| ----- | ----- | ----- | ------ |
| 8.091 | 8.674 | 9.755 | 10.276 |

## Срби у Српском Ковину
По српском извору из 1905. године, Српски Ковин је насељен Србима из доњег Ковина 1440. године под угарским краљем Владиславом. Срби из старог града Ковина су се доселили бежећи од Турака 1439. године на острво Чепел. Краљ Владислав им је дао земљу и потврдио раније привилегије и права која су уживали у Банату.
Али историја Рацковинског манастира, за разлику од самог Рацковина, је старија два века. Краљица угарска Јелена (Српкиња, кћи жупана Уроша) удата за угарског краља Белу II слепог, владала је због његове немоћи. Мисли се да је она сама населила прве Србе на Чепељску аду, која је вековима била тада њено, тј. увек краљичино власништво. Она је вероватно и подигла најстарији манастир на Српском Ковину, судећи по натписима на надгробним споменицима. Тај Ковински православни манастир је званично укинут 1787. године када је владао цар Јосиф II. Ковински калуђери су се преселили у манастир Грабовац, где су донели старе документе, манастира Ковина. Постоји на каменој плочи у цркви уклесан стари натпис, по којем је: "манастир Ковин обновио, обогатио и калуђерима снабдео Стефан (Душан) краљ српски" - у време осликавања манастирске цркве тј. 1320. године. Манастирска црква ковинска је готска грађевина, са три унутрашња одељења, и ту су две капеле прислоњене уз главну цркву. Црква је сачувала спољашњи изглед, али су Турци сабљама веома оштетили фреско живопис. Гробови око цркве су стари српски, међу њима је најпознатији споменик капетана Радића Божића из 1526. године. На цркви манастирској је била стара камена плоча са уклесаним натписом. Ту је писало да је та црква 1320. године први пут молована, затим је 1514. године "поновљена" под игуманом Михаилом, да би 1765. године била "наново молована". Обновљен је стари византијског манира иконопис од стране живописца Теодора Симеонова Грунтовића. Осликао је 1765. године целу унутрашњост храма (зидове), а 1771. године и обе капеле (параклиса). Иконостас је такође дело Грунтовићеве дружине, само је престоне главне иконе радио непознати украјински сликар.
Манастир је саграђен још 1289. године, и то је најстарији српски православни манастир у Угарској. Срби доњековински су 1440. године ту међутим затекли стару празну "латинску цркву", коју су уредили и претворили у своју православну - Успења Пресвете Богородице. Марија удова краљица жалила се брату Фердинанду I да од својих краљичиних добара: града Старог Будима и острва Рац Ковина и Чепела (од тамошњих Срба!) између 1527-1539. није примила ни крајцаре. Године 1541. Турци су се шајкама довезли до острва блажене Маргите које се зове Чепел, на ком је више села и место Ковин, цркви и зграда разне врсте, ту саградили тврђаву. Католички бискуп Антоније Вранчић је на путу за Цариград 1553. године свратио у Рац Ковин, где је преноћио. Изнад врата манастира Хопово пише на каменој плочи да су "ктитори тог манастира били Лацко и Марко Јовшић из Горњег Ковина, а наручник и исправитељ Јован Божанић и госпођа Ана, Тома и Катарина, и син им Ђорђе - 1576. године". Угарски кнез Фрањо Ракоци је 1704. године у месту Вишње издао заштитни лист за српске калуђере и становнике Српског Ковина, за време игумана Константина.
Најстарије привилегије које се могу наћи у архивама дате су становницима некад славне вароши Кеве, Рац-Кеве, Ковина на Дунаву у Банату, од краља Жигмунда 1428. године. Из текста привилегије се види да су Угари на становнике вароши Ковина као на стране госте гледали, и који су за краљевину Угарску велезаслужни и намењени да осигурају тамошње границе, па им је због тога опроштено плаћање пореза, митнице (ђумрука) и друге дације. Када су Турци из Смедерева са силом од 40.000 војника напали 1439. године Ковин и тамошњу угарску границу, Срби су се морали повући. Спаљен је и опустошен тада напуштени град Ковин на Дунаву.
Угарски краљ Владислав је ценећи Србе граничаре који су изгубили дом, издао повељу 10. октобра 1440. године. По тој привилегији дато им је право да се населе на Чепељској ади код Будима. На запустелом месту на том дунавском великом острву, стојала је напуштена црква посвећена патријарху Авраму. Добили су ту насељеници Срби земљу, ливаде и воде, па су подигли своје насеље, дајући му поново име Ковин. Срби православци подигли су нови велелепни храм (са црквом и две капеле под истим кровом) од самог тесаног камена и са источне стране поставили сепаратни звоник, који их је служио 260 година. Године 1756. узвисили су Ковинци црквени торањ каменом, за тринаест хвати и покрили шиндром. После 39 година покрили су "вити" (високи) звоник белим лимом. Ковинци су добили много пута поновљене привилегије од разних угарских краљева и аустријских царева, (које је пописао Хрват, опат Крчелић): Жигмунда 1412. и 1428. године, Владислава I 1440, 1453. и 1455. (потврда старих права) године, Матије 1464. (добијају дрва), 1473. (штити им права), 1474. и 1789. године, краљице Беатрисе 1477. (добили цело острво) године, Владислава II и Ане 1503. године, Јована Запоље 1536. године...
По мишљењу мађарског историчара Салајија, заиста су тада насељени Срби на Чепељску аду, где им је дата слобода и стара насеља да населе - Балванош и Изру. Срби дошљаци из банатске вароши Ковина и два оближња села Баваништа и Скореновца, су од њега добили "муниципална права" тј. да бирају сами себи власт. Поменуте привилегије је краљ унук Владислав 1453. и 1455. године, не само потврдио него и проширио и на друга околна места. Исто је учинио и краљ Матија 1458. и 1464. године. Из дипломе краља Владислава II из 1501. године види се да су сироти Срби били протерани из (доњег) Ковина од стране Турака, и да су избегли на север и населили се на острву Чепелу. То је било место звано "Сент Аврам Индеке" (Светог Аврама патријарха) или "Кишкеве" (Мали Ковин), и ту их је пустио краљ да живе и даље по привилегијама старим. Ушло је то ново насеље Рац Ковин у привилегију и потврђено. Ти Срби нису дуго били мирни, јер су их и одатле Турци потерали, али су они и даље остали верни угарском краљу. Населили су се као браниоци у граничним утврђеним варошима на Дунаву, Ђуру и Коморану. Када су се касније прилике стабилизовале, тражили су они од краља Фердинанда III, да им опет да она места где су раније живели, са свим слободама које су имали. То им је било удовољено, и они су се вратили надомак Будима. Тада су Угари почели те слободе помало сужавати. На великој дунавској ади званој Чепељска, било је десетак мањих насеља, међу којим и Рац Ковин. Ту се налазила на ледини поред Дунава, мала пуста црква Св. Аврама а поред ње на хумки посађена липа, по старо-словенском обичају. Срби су се раширили из Рац Ковина на друга околна места - Тукељ, Св. Ђурђе, Св. Мартоњ, Чепељ, Ловру, Бату, Анза Бег, Чип, Адоњ... Када су се Срби средили и почели напредовати, кренула је 1699. године мржња Мађара против њих, који су тражили од царског изасланика комесара Ајслера да протера Србе из њихових насеља на острву, без обзира на њихове старе заслуге и привилегије. Тада им у помоћ дође патријар Арсеније Чарнојевић, који од цара Леополда I измоли нове привилегије за своје Србе. Цар аустријски им је потврдио стара права дата од угарских краљева, и друге дао написавши нове царске привилегије. Убрзо им је запретила нова опасност од језуита католичких који су тражили за себе острво Чепељ од царице Марије Терезије. Срби су се опет одбранили и ту задржали али су нека места неповратно изгубили. Прешли су у "унију" Срби из Тукеља и Анза Бега и постали нови - "Шокци". Године 1850. преселило се шест породица из места Чипа у Србобран бачки, да би се тако сачували од наметљивих католика.
Током Ракоцијеве буне 1704-1711. године Срби су много и свуда страдали. Ракоци се иначе 1704. године обратио писмом Србима у Српском Ковину. Хтео је да их придобије, наводећи да цени њихове историјске заслуге за Мађаре, као и да наређује да нико не сме наудити калуђерима у тамошњем манастиру, као ни мештанима Србима. Али Срби су стали из аустријског цара који им је дао привилегије, па је сукоб са Мађарима био стравичан по људским последицама. На то време сведочили су у Ковинском православном храму, једна икона сабљом много исецана или један велики крст пушчаним танетом пробијен.
Бивши биров ковински био је 1727. године Никола Бошић са једним кметом и бележником, тражио је место где би се иселили Срби. После више локација стигли су у Коморан. Било је то једно у низу исељавање, који је водило умањењу броја Срба. За издржавање српске школе место је 1745. године издвајало годишње по 25 ф. То место Српски Ковин је 1769. године имало 39 српских православних породица. Тако пред Мађарску буну 1847. године у месту је било 4100 Мађара и 128 Срба. Мађаризација повезана са унијаћењем, трајала је у месту вековима. Ини који нису отишли изгубили су национални идентитет. Покатоличени Срби постали су постепено Мађари, и наставили ту да обитавају.
Био је 1726. године архимандрит ковински Исаија Антоновић - потоњи митрополит, затим 1728. године Пахомије те 1769. године Исаија Стефановић. Када је по царској одлуци од 7. септембра 1776. године о редукцији броја православних манастира у Аустрији претила опасност да манастир Српски Ковин буде претворен у обичну парохијску цркву, борили су се Ковинци свуда за свој манастир. Писали су будимском владици Софронију Кириловићу, па митрополиту Вићентију Јовановићу Видаку и на крају владару Марији Терезији, да не буде укинут манастир. Манастир Ковин су калуђери ипак изгубили, и 1777. године прешли у православни манастир Грабовац.
Године 1843. у Српском Ковину има само 25 православних Срба. Али ту Мађаре чине породице са српским презименима: Станковић, Раденковић, Маргић, Магдић, Деспот, Сакатић идр. Неки од њих су тада знали за своје старо српско порекло.
Једну књигу страног назива купили су 1846. године и Срби у горњем Ковину. Били су то следећи грађани: трговци - Јован Јанковић, Јефта Јовановић, Димитрије Јанковић, Тома Ђуричић, Тома Шакрак и Живко Суботић, затим Нестор Ристић те три девојке и један ученик. Други пут 1856. опет су пренумеранти набавили књигу преведену на српски и из Ковина захваљујући адвокату Максиму Лудајићу: поп Павел Ристић парох, Никола Витковић помоћник среског начелника и Јован Јанковић трговац.
По државном шематизму православног клира у Угарској из 1846. године, место "Rac Keve" се налази у Будимском протопрезвитерату, Будимске епархије. Православно парохијско звање је основано 1776. године и црквене матрикуле се воде од 1777. године. По другом извору из 1905. године, матрикуле крштених и умрлих се воде још од 1700. године, а оне венчаних - нема! Ту се налази православна црква Св. Успења Богородице грађена у готском стилу 1448. године, са још две капеле, које носе имена: једна посвећена празнику Рођење Св. Јована - Ивандан, а друга посвећена празнику Св. Козма и Дамјан - Свети врачи. То је права реткост у држави, јер у истом храму за један дан се могу три литургије служити (на три места). Ту је некад био манастир око 1320. године, али је укинут 1777. године царском одлуком о редукцији. У парохији (са филијалама) је тада 1846. године било 168 житеља православних, а свештенство су чинили парох Павел Ристић и ђакон Алекса Драгић. Постојала је српска вероисповедна школа, чији је директор Гаврил Кнежевић трговац. Деце школске је било те године само 16, а учио их је поменути ђакон Драгић. Општини Српски Ковин су као парохијске филијале припадале 1846. године околна мања места: Лацхаз, Домшод, СентМиклош, Сабад салаш и Фулоп салаш. Купци Толдијине књиге коју је превео на српски језик Јован Јовановић Змај, били су 1858. године становници "Горњег Ковина": пароси Димитрије Марковић и Дамјан Гавриловић, Милош Шовљански стражмештер, Младен Ћурчин ћурчија, шумари Стеван Јеврић и Јаков Шикопарић, те трговци - М. Веселиновић, Милош Радовановић, Паво Михајловић и Паво Урошевић.
Према подацима из 1865. године у Српском Ковину, Демшеду, Кун СентМиклушу и Сабад салашу, који заједно чине једну српску православну парохију, и то шесте платежне класе, било је 164 православца. Рац Ковин је по попису из 1847. године имао 168 Срба, а две деценије касније мање их је, само 113 православних душа.
Стари црквени звоник је дотрајао и 1891. године намеравали су преостали Срби православци у Ковину, да га уз цркву темељно оправе. Али то је постала мала и сиромашна заједница са 102 парохијана. У тој најстаријој православној цркви у Угарској, налазила се вредна стара икона Богородице Ковинске. Тражили су преко црквених новина финансијску помоћ широм Српства. Тада су (1891) на челу Ковинаца били: Живко Суботић председник црквене општине, перовођа Драгутин Јанковић (1891—1895), парох Тимотије Михалџић и главни тутор Максим Лудајић. Новац су кроз три године ипак скупили па је уследила радња. Писао је црквени лист 1894. године да се Срби из Рац-Ковина четири пута јавно обраћали српству, тражећи помоћ. Скупили су до тада 1238 ф. што је било недовољно, јер им је за радове требала сума од 2820 ф. Године 1895. православна црквена општина у Српском Ковину је расписала маја месеца, градњу новог од цркве одвојеног торња. Реч је о дунђерском, лимарском и неимарском послу вредном по предрачуну 2820 ф. Због тога су пети апел упутили православној браћи. Председник црквене општине тада је био Иван Симић, па 1895. године Јован Славнић. Умро је те 1895. године дугогодишњи ковински парох Тимотије Михалџић, родом из Калаза (1824). Радио је прво као учитељ у Збегу и Калазу, а по рукоположењу као парох у Бати, Чипу и затим до смрти 29 година у Српском Ковину. Исте године умро је у Столном Београду, тамошњи свештеник родом из Српског Ковина, поп Светозар Туријак. У Српском Ковину је умро 1903. године парох Александар Павловић у 34. години. Стеван Иванчевић Дабић је био 1909. године учитељ у Српском Ковину.
Сарадник црквеног гласила "Српски сион" из Карловаца био је 1894—1896. године Максим Лудајић књижевник из Српског Ковина. Лудајић је се образовао за правника, а пре пензионисања био је царски и краљевски судија у Пешти. Раније је био посланик на црквено-народним саборима, а касније су га изабрали у епархијски школски одбор будимски. Његовом заслугом је школа ковинска остала вероисповедна тј. српска, иако "убога" и сиромашна, када је постојала намера од стране власти, да се иста уценом преведе у комуналну тј. општинску. Био је угледна и цењена личност у својој средини, због људских врлина и родољубља. Бавио се проучавањем српских старина и доста писао, сачувавши драгоцене податке о свом народу. Он је и много раније писао историјске списе и дописе о Српском Ковину и његовој цркви, српским привилегијама, прошлости српских места у Угарској. Објављивао је радове и у "Српском народном листу" (Пешта, 1847), мађарском званичном гласилу "Sürgöny" (Ширгењ, 1861), "Гласу истине" (Нови Сад, 1871-1874). Умро је 1897. године, у дубокој старости са 80 година, у Српском Ковину где је био први - главни црквени епитроп. Почива на месном српском православном гробљу.
После 27 година рада продавала се преко новина, у Српском Ковину мешовита шпецерајска мануфактурна радња Јована Савића. Радња је била у главној улици, а престала је са радом након смрти власника 1897. године.
Српски извор из 1905. године наводи да је Српски Ковин велика општина, у којој живи 6498 становника у 1488 домова. Од тога су Срби православци само њих 89, са 17 кућа - 1%. То је катастофа демографска ако се упореди са оближњом Ловром где је било 99% Срба. У Ковину је тада српска црква и вероисповедна школа. Храм је био у добром стању а у њему су се налазиле и српске слике - ликови цара Лазара и цара Уроша. Црквена општина је редовна и уређена, има парохијски дом а парохија је најниже платежне класе, имовно сиромашна са земљишним поседом од 14 кј. Пароха правог нема, парохијом администрира поп Емилијан Чупић из парохије Острогон-вацке. И поред тога уз парохију иду парохијске филијале: Демшед, Кунсентмиклош, Сабадсалаш и Филепсалаш. Српска школа опстаје са мало ђака као народна вероисповедна. Учитељ је Драг. Јанковић родом из Шумберка, који учи само шесторо деце.

### Савремено доба
На почетку 21. века у месту је српска православна црква у центру. Око манастирског храма је пространа порта са конацима и декоративном портанском капијом. Црква је једнобродна, а накнадно су са јужне стране дозидане две капеле. богомоља је три пута живописана, последњи пут 1765. године, а капеле 1771. године. У храму се налазе најстарије надгробне плоче и епитафи са територије Угарске. Највише их је у женској цркви или припрати (и из 14. века, али нечитки), од укупно 10 епитафа. На средини храма у поду је надгробна плоча Николаја Божића из 1753. године. У капели Св. Козме и Дамјана је епитаф од црвеног мермера игумана Исаије Стефановића. У порти и спољном зиду су стари надгробни споменици (20) из делимично санираног месног гробља и из санираног старог гробља из Ловре. Три епитафа су у самом зиду, исписани на грчком и црквено-словенском језику. Српско православно гробље ковинско налази се у југозападном делу насеља, поред католичког. Пола гробља су оранице, а споменици одатле однети су у порту. Остали део гробља је незаграђен и запуштен; зарастао у траву и шуму. Ту је пописано 43 споменика, од којих је пола исписано на мађарском а пола на српском језику. Постојало је и старије гробље поред манастирске цркве. Када је санирано споменици су пренети до порте и њих 15 прислоњени уз јужни зид. Године 2019. у месту живи неколико мешовитих српско-мађарских породица и има православних Мађара који посећују повремено манастирску цркву у Српском Ковину. Манастир је активан и духовно жив. Свакодневно се врше богослужења, суботом, недељом и празником служи се Света Литургија коју служе игуман манастира са манастирским ђаконом. Богослужења се врше на црквенословенском, српском и делимично на мађарском језику. Свечано у манастиру се прославља поред Храмовне славе Успење Пресвете Богородице 28. август, и празник чудотворне иконе Пресвете Богородице Ковинске 25. маја. У манастиру се чувају и свете мошти многих светитеља од којих су Св. краљ Милутин, Св. кнез Лазар, Св. Василије острошки, Св. Јустин ћелијски, Св. владика Николај охридски и жички и др.

## Галерија
- Српска православна црква из 1487. године — иконостас
- Арпадов мост са погледом на Српску православну цркву
- Дворац Еугена Савојског
- Градска кућа